# Ave verum corpus (Mozart)

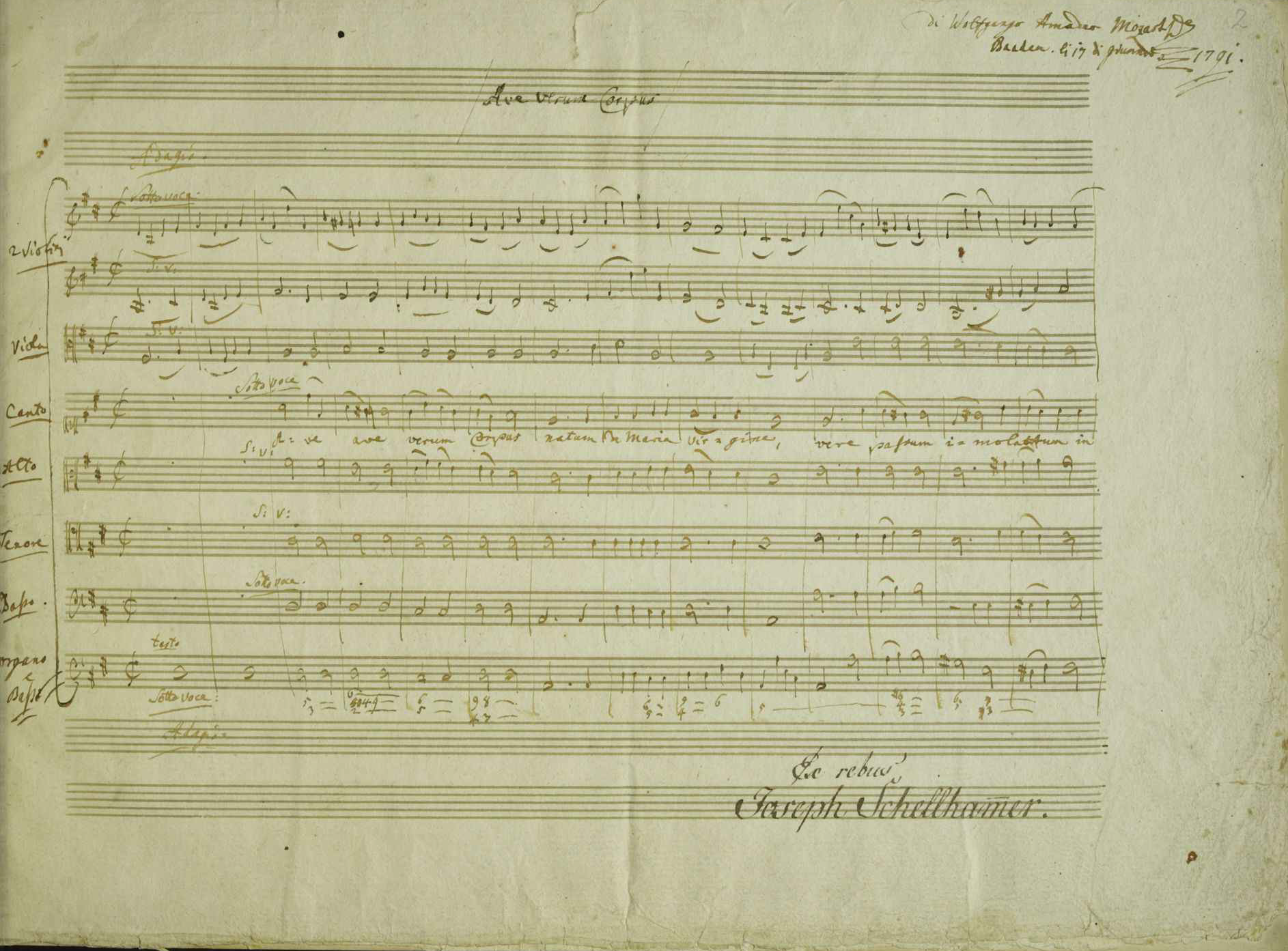
Erste Seite von Mozarts Autograph

Ave verum corpus (KV 618) ist eine Motette in D-Dur von Wolfgang Amadeus Mozart für vierstimmigen gemischten Chor, Streicher und Orgel. Dies ist die berühmteste Vertonung des mittelalterlichen Hymnus Ave verum und trotz seiner Kürze (46 Takte) eines der bekanntesten Werke Mozarts.

## Beschreibung
Mozart komponierte sein Ave verum ein knappes halbes Jahr vor seinem Tod, während er zugleich an der Zauberflöte und dem Requiem arbeitete. Das Autograph ist auf den 17. Juni 1791 datiert, es trägt zu Beginn die Anweisung: sotto voce (mit gedämpfter Stimme). Das Werk entstand wahrscheinlich zum Fronleichnams-Gottesdienst für Anton Stoll, Schullehrer und Chorregent der Pfarrkirche St. Stephan in Baden bei Wien, mit dem Mozart befreundet war.

## Melodie
Die Melodie beginnt wie folgt:

## Text
Ave, ave verum corpus

natum de Maria Virgine.

Vere passum, immolatum

in cruce pro homine:

Cuius latus perforatum

unda fluxit et sanguine:

Esto nobis praegustatum

in mortis examine.
Den letzten Vers der Hymne: O Jesu dulcis! O Jesu pie! O Jesu fili Mariae. hat Mozart aus unbekannten Gründen weggelassen.
Rhythmisierte Übersetzung von Peter Gerloff:
Gruß dir, Leib des Herrn, geboren

aus Marias reinem Schoß!

Heimzuführen, was verloren,

trugst du Kreuz und Todeslos.

Von der speerdurchbohrten Seite

flossen Blut und Wasser rot.

Sei uns Vorgeschmack im Streite,

Himmelskraft in Sterbensnot!

## Wirkungsgeschichte
Franz Liszt zitiert Mozarts Ave verum im zweiten Satz seines Klavierwerks Evocation à la Chapelle Sixtine, das seinerseits von Pjotr Iljitsch Tschaikowski in seiner Orchestersuite Mozartiana orchestriert wurde.
Hector Berlioz nannte das Werk in seinem Grand Traité d’instrumentation et d’orchestration modernes als Vorbild für richtige Verwendung der menschlichen Stimme:

„Zu einem Andante [für Chorstimmen] in gehaltenen und sanften Tönen wird [der Tonsetzer] nur die Töne der Mittellage verwenden, da diese allein die geeignete Klangfarbe haben, mit Ruhe und Reinheit angegeben und ohne die geringste Anstrengung pianissimo ausgehalten zu werden. So hat es auch Mozart in seinem himmlischen Gebet ‚Ave verum corpus‘ getan.“

Alfred Einstein schreibt in seiner Mozart-Biographie:

„Es [das Ave verum] ist kunstvoll und liedhaft zugleich; es ist ebenso tief wie einfach; es wahrt zugleich den Abstand vor dem Göttlichen, die Ehrfurcht vor dem Unerforschlichen, und ist voll Vertrauen und Reinheit des Gefühls, man möchte sagen: voll Zutraulichkeit.“

## Ausgaben
- Österreichische Nationalbibliothek, Wien, Mus. Hs. 18.975/3. Vollständige farbige Faksimile-Ausgabe der Originalhandschrift in Originalgröße. Hrsg. und kommentiert von Günter Brosche. ISBN 978-3-201-01741-1.